# Peñón de Guatapé
Le Peñón de Guatapé, aussi appelé Piedra del Peñol, est un monolithe de 220 mètres de haut situé à Guatapé, dans le département d'Antioquia, en Colombie.

## Toponymie
Les Tahamí, qui occupaient auparavant la région, vénéraient le rocher et l'appelaient mojarrá ou mujará (« rocher, pierre »).

## Géographie
Le Peñón de Guatapé mesure au total 380 mètres dont 220 hors de terre, pour un volume de 4 685 000 m3 et un poids estimé à 10 millions de tonnes. En son point le plus élevé, à l'aplomb de la face sud-est, il culmine à 2 135 mètres d'altitude. Il y règne une température moyenne de 18 °C.
Sa roche est composée de quartz, de feldspath et de mica. Il contient plusieurs fissures, dont une où un escalier de 740 marches a été installé pour atteindre le sommet.

## Histoire
Le rocher aurait été escaladé en juillet 1954 par un groupe d'amis, à l'instigation d'un prêtre local. Luis Villegas, Pedro Nel Ramírez et Ramón Díaz auraient gravi le monolithe en cinq jours, en utilisant des bâtons qu'ils fixaient contre la paroi rocheuse,. Une statue de Luís Eduardo Villegas López est dressée au sommet.
Une nouvelle espèce de plante, appelée Pitcairnia heterophylla par un scientifique allemand, a été découverte au sommet du rocher.

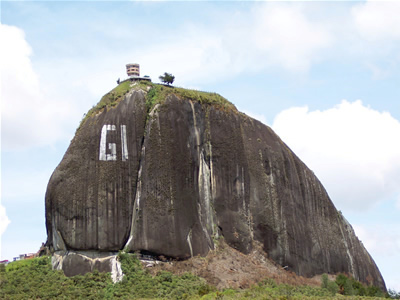
Lettres peintes sur le Peñón.

Le nom Guatapé devait être inscrit en peinture blanche en 1988 en lettres de trente mètres de haut, en accord entre le maire et le propriétaire. Cependant cette initiative n'est pas soutenue, il est interdit de peindre ou d’écrire sur les attractions touristiques naturelles. Les travaux sont interrompus et seul le début, c'est-à-dire GI, est tracé.

## Tourisme
Le Peñón de Guatapé constitue l'une des principales attractions touristiques de la ville de Guatapé. Il a été classé comme Monument national par le gouvernement colombien dans les années 1940.
Au sommet du monolithe, accessible par un escalier, a été construit un point d'observation d'où l'on peut voir la région alentour, et en particulier le lac El Peñol.
Deux autres monolithes de moindres dimensions, et non aménagés, se situent à proximité : le Peñolcito et la Piedra de El Marial.